# Mademoiselle Juliette
A Mademoiselle Juliette (Magyarul: Júlia kisasszony) az első kislemez a francia énekesnő, Alizée Psychédélices című albumáról. A kislemez 2007. szeptember 30-án jelent meg. 4 év kihagyás után ez volt Alizée első kislemeze a 2003 októberében megjelent À contre-courant után.

## Megjelenés és promóció
A dal 2007. szeptember 30-án jelent meg kislemezként, bár a nyár folyamán már kiszivárogtak belőle részletek. 3 nappal a megjelenése előtt Alizée feltűnt a francia NRJ rádió stúdiójában, hogy promotálja a dalt. Legelsőként a francia Virgin Megastores webáruházaiban volt elérhető a Mademoiselle Juliette, 2007. szeptember 27-től, bár hamar el is tüntették onnan, mondván tévedésből került ki az oldalra a dal. A hivatalos megjelenést követően ismét elérhető volt náluk a kislemez.

## Kiadások és tracklisták
Francia maxi CD
1. "Mademoiselle Juliette" (Album version) — 3:05
2. "Mademoiselle Juliette" (Datsu Remix Radio Edit) — 3:22
3. "Mademoiselle Juliette" (Abz Remix) — 3:07
4. "Mademoiselle Juliette" (Potch & Easyjay Remix) — 3:06
5. "Mademoiselle Juliette" (Shazo Remix) — 4:20
6. "Mademoiselle Juliette" (Deefire 2 Remix) — 3:05
7. "Mademoiselle Juliette" (Datsu Remix - Extended version) — 4:48
8. "Mademoiselle Juliette" (Push Up Plump DJs Remix) — 7:24
9. "Mademoiselle Juliette" (Alber Kam Remix - Extended version) — 7:03

French 12" vinyl single (Limitált kiadás)
A Side
1. "Mademoiselle Juliette" (Radio edit) — 2:21
2. "Mademoiselle Juliette" (Push Up Plump DJs Dub Remix) — 7:20
3. "Mademoiselle Juliette" (Datsu Remix - Extended version) — 4:48
4. "Mademoiselle Juliette" (Shazo Remix) — 4:20
5. "Mademoiselle Juliette" (Deefire 2 Remix) — 3:05

B Side
1. "Mademoiselle Juliette" (Push Up Plump DJs Remix) — 7:24
2. "Mademoiselle Juliette" (Alber Kam Remix - Extended version) — 7:03
3. "Mademoiselle Juliette" (Potch & Easyjay Remix) — 3:06
4. "Mademoiselle Juliette" (Acapella) — 3:05

## Kompozíció
A Mademoiselle Juliette egy ritmusos elektropop dal, amit F-dúrban írták.
A dal fő karaktere Júlia, William Shakespeare Rómeó és Júlia drámájának főszereplője, egy olyan lányként, aki inkább jól érzi magát, semmint a Montague-Capulet ellenségeskedés miatt aggódjon.

## A klip
A videóklip 2007. november 19-én jelent meg, melyet Julien Rotterman rendezett. Ez Alizée első klipje, melyben látható a már-már védjegyévé vált tetoválás, mely a hátán található és Csinglilinget ábrázolja. A kisfilm egy erkélyjelenettel kezdődik: egy fiatal fiú felmászik Alizée teraszára, aki rózsaszín fűzőt és tüllszoknyát visel, de mire felér, addigra a lány eltűnik. Alizée-t kézen fogja egy fekete ruhás, eltakart arcú lány, és végigvezeti egy középkori kastélyban, ahol a lányok tejben fürdenek, merész sminket viselnek, és táncolnak. Az átvezetésnél már kétféle koreográfia érvényesül és két csapat táncol, melyek a Capulet és Montague családok ellentétére utal.
A klip a latin-amerikai MTV Los 10 + Pedidos műsorában első helyezett lett.

## Listák
A dal a Francia Top 100 Kislemez lista huszonkettedik helyén lépett be, ott egy hétig tartotta státuszát, majd lecsúszott az 52. helyre. Ennek ellenére a Mademoiselle Juliette még 6 hétig a listákon állt. Később a 99. helyre szorult, aztán kiesett a listáról.
A francia kislemez letöltési listán a 30. helyen nyitott, majd egy hét múlva kiesett. Miután megjelent a Psychédélices album és beindult a promóció, a kislemez a 26. helyen tért vissza a listára.
| Lista(2007)                          | Legjobb helyezés |
| ------------------------------------ | ---------------- |
| Francia kislemez-lista               | 22               |
| Francia digitális kislemezek listája | 13               |
| Orosz Airplay Lista                  | 44               |